# میریام دیفنسور سانتیاگو
میریام دیفنسور سانتیاگو (انگلیسی: Miriam Defensor Santiago; ۱۵ ژوئن ۱۹۴۵ – ۲۹ سپتامبر ۲۰۱۶) سیاست‌مدار اهل فیلیپین بود.
وی همچنین برندهٔ جوایزی همچون جایزه رامون مگسیسی شده‌است.